# Antarctica New Zealand
Pour les articles homonymes, voir Antarctica.
Antarctica New Zealand (« Antarctique Nouvelle-Zélande ») est un institut créé par le gouvernement néo-zélandais en 1996 pour gérer ses intérêts en Antarctique et dans la mer de Ross.
En plus de fournir un soutien logistique à un grand programme scientifique, il gère également des bases telles que base antarctique Scott. Par le passé, il a exploité d'autres bases, telles que la Vanda Station.